# Червона Гірка (Ніжинський район)
Черво́на Гірка́ —  село в Україні, у Височанській сільській громаді Ніжинського району Чернігівської області. Населення становить 17 осіб.

## Історія
12 червня 2020 року, відповідно до розпорядження Кабінету Міністрів України № 730-р «Про визначення адміністративних центрів та затвердження територій територіальних громад Чернігівської області», увійшло до складу Височанської сільської громади.
19 липня 2020 року, в результаті адміністративно-територіальної реформи, і ліквідації Борзнянського району, увійшло до складу новоутвореного Ніжинського району.
22 червня 2023 року рішенням Національної комісії зі стандартів державної мови віднесено до списку населених пунктів, які можуть не відповідати лексичним нормам української мови, зокрема стосуватися російської імперської політики (російської колоніальної політики). Громаді рекомендовано обґрунтувати доцільність збереження поточної назви або запропонувати нову назву в установленому законодавством порядку.